# Физиология
Физиологията е медицинска и биологична наука, която изучава функционалността и нормалното протичане на жизнените процеси у човека, животните и растенията. Конкретно тук медицинската физиология се обособява от биологията като основна медицинска специалност. Като тук могат да се разграничават например физиология на двигателната система и други специфични области в медицинската физиология.
При микроорганизмите според някои бактериолози се обособява и „бактериална физиология“, което разширява дефиницията в биологията. 
Съответно физиолофията бива физиология на човека, физиология на животните, растителна физиология и според някои автори бактериална физиология. 
Най-общо казано, физиологията е наука за функциите на живите организми. Тя разкрива взаимодействието и единството на изграждащите организма структури, процесите на интеграция и адаптация към околната среда. Според структурното ниво, обектът на изучаване се дели на клетъчна, тъканна, органна, системна и организмова физиология.

## Други важни клонове на физиологията
- еволюционна физиология
- експериментална физиология
- електрофизиология
- физиология на околната среда хората, животните, и организмите и тяхната физиология в обкръжващата среда
- клетъчна физиология
- космическа физиология като част от космическата медицина
- неврофизиология
- антомия и патофизиология
- репродуктивна физиология
- физиология на възрастта
- физиология на спорта
- физиология на труда и др.

## Методи на физиологично изследване
Основните методи на физиологията са наблюдението и експериментът.